# جيافي
جيافي، (بالإنجليزية: Giave)‏، هي بلدية، في مقاطعة ساساري، في إقليم سردينيا الإيطالي، وتقع على بعد حوالي 140 كم (87 ميل) شمال كالياري، وحوالي 35 كم (22 ميل) جنوب شرق ساساري. اعتبارا من 31 ديسمبر 2004، كان عدد سكانها 655 وتبلغ مساحتها 47.1 كيلومتر مربع (18.2 ميل مربع).

## السكان
في سنة 1861 بلغ عدد السكان 1٬667 نسمة، وتطور العدد ليصل في سنة 2011 لـ 586 نسمة.
يظهر هذا المخطط البياني تطور النمو السكاني لـ جيافي